# Могильницкий, Борис Несторович
Борис Несторович Могильницкий (1882—1955) — советский учёный и педагог в области патологической анатомии, доктор медицинских наук (1910), профессор (1920), член-корреспондент АМН СССР (1952). Заслуженный деятель науки РСФСР (1943).

## Биография
Родился 6 марта 1882 года в Москве.
С 1903 по 1908 год обучался на медицинском факультете Московского государственного университета.
С 1908 по 1920 году на педагогической работе в Московском университете в должностях преподавателя, с 1920 года — профессора кафедры нервных болезней. С 1920 по 1928 год на научно-педагогической работе в Нижегородском медицинском институте в должности — заведующий кафедрой патологической анатомии.
С 1928 по 1955 год на научно-исследовательской работе в Московском научно-исследовательском рентгенорадиологическом институте в должности заведующего отделом экспериментальной патологии. С 1933 по 1955 год одновременно с научной занимался и педагогической работой во Втором Московском государственном медицинском институте в должностях заведующего кафедрой патологической анатомии педиатрического факультета и с 1942 по 1946 год одновременно являлся заместителем директора этого института.

### Научно-педагогическая деятельность
Основная научно-педагогическая деятельность Б. Н. Могильницкого была связана с вопросами в области патологической анатомии, патологии вегетативной нервной системы и ее роли в развитии язвенной болезни, практического применения рентгенотерапии на организм и опухолевую ткань и последующего участия ретикулоэндотелиальной системы в становлении иммунитета человека. Б. Н. Могильницкий являлся пионером в Советском Союзе в области изучения проницаемости сосудов в условиях патологии. Б. Н. Могильницкий с 1946 по 1955 год являлся заместителем председателя Учёного совета Министерства здравоохранения РСФСР и с 1949 по 1955 год — членом Экспертной комиссии ВАК СССР.
В 1910 году он защитил диссертацию на учёную степень доктор медицинских наук, в 1920 году ему было присвоено учёное звание профессор. В 1952 году был избран член-корреспондентом АМН СССР. Под руководством Б. Н. Могильницкого было написано около двухсот научных трудов, в том числе семи монографий.
Скончался 5 ноября 1955 года в Москве. Похоронен на Введенском кладбище.

## Награды
- Орден Ленина
- Орден Трудового Красного Знамени

### Звания
- Заслуженный деятель науки РСФСР (1943)